# Helen Gardner (actriz)
Helen Gardner (Binghamton, Nueva York, 2 de septiembre de 1884–Orlando, Florida, 20 de noviembre de 1968) fue una actriz, guionista, editora, diseñadora de vestuario y productora cinematográfica estadounidense.

## Biografía
Su nombre completo era Helen Louise Gardner, y nació en . Alumna de la American Academy of Dramatic Arts, Gardner inició su carrera artística como actriz teatral. En 1911 pasó a formar parte del elenco de Vitagraph Studios, consiguiendo el aplauso de la crítica por su papel de Becky Sharp en el film Vanity Fair. En 1912 fue la primera intérprete cinematográfica que formó una productora propia, Helen Gardner Picture Players, con base en Tappan (Nueva York) y con capital facilitado por su madre. Hasta entonces ningún otro actor o actriz había fundado una compañía de producción. Gardner contrató a su pareja sentimental, Charles L. Gaskill, como director y guionista, produciendo once largometrajes antes de cerrar su estudio en 1914. En 1915 volvió a Vitagraph, aunque se retiró al poco tiempo, actuando a partir de entonces de manera ocasional y en papeles de corta duración.
Gardner fue conocida por sus interpretaciones de personajes femeninos de fuerte personalidad. Su primera producción fue Cleopatra (1912), uno de los primeros largometrajes estadounidenses. La actriz fue considerada la primera mujer fatal del cine, precediendo a Theda Bara, Valeska Suratt y Louise Glaum en papeles de ese tipo. A lo largo de su carrera como actriz, entre 1910 y 1924, trabajó en un total de 55 filmes.

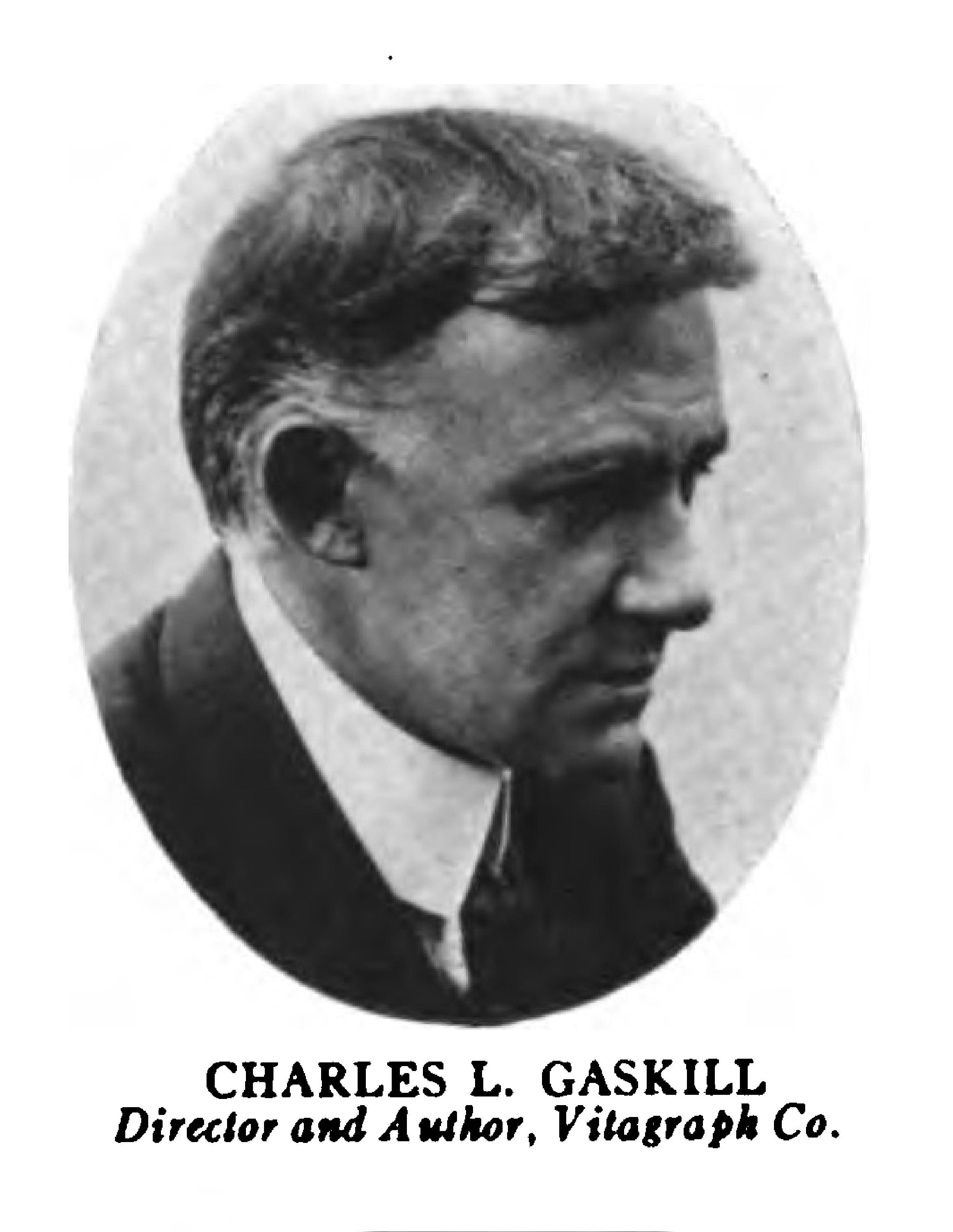

A los 8 años de edad, el 16 de octubre de 1902, Gardner se casó con el empresario Duncan Clarkson Pell, Sr. en West Haven (Connecticut). Tuvieron un hijo.
Algunas fuentes afirman que Gardner se casó en segundas nupcias con Charles Gaskill, director de muchas de sus películas, pero la nieta y biógrafa de Gardner, Dorin Gardner Schumacher, afirmaba que ello era incorrecto, y que Gardner nunca se llegó a divorciar de Duncan C. Pell.
Helen Gardner falleció en 1958 en Orlando, Florida.

## Filmografía completa

### Actriz
| - How She Won Him (1910) - A Tale of Two Cities, de William Humphrey (1911) - The Inherited Taint (1911) - The Wooing of Winifred, de Van Dyke Brooke (1911) - The Show Girl, de Van Dyke Brooke (1911) - For Her Brother's Sake (1911) - The Sleep Walker, de Van Dyke Brooke (1911) - Barriers Burned Away (1911) - A Quaker Mother (1911) - The Lure of Vanity (1911) - Treasure Trove (1911) - She Came, She Saw, She Conquered, de Van Dyke Brooke (1911) - The Death of King Edward III, de J. Stuart Blackton (1911) - For Love and Glory, de Van Dyke Brooke (1911) - By Woman's Wit (1911) - Ups and Downs (1911) - Regeneration, de Charles Kent (1911) - Madge of the Mountains, de Charles Kent (1911) - Arbutus, de Charles Kent (1911) - An Aeroplane Elopement, de William Humphrey (1911) - The Girl and the Sheriff, de Charles Kent (1911) - The Freshet, de William Humphrey (1911) - Vanity Fair, de Charles Kent (1911) - A Reformed Santa Claus (1911) - Where the Money Went (1912) - A Problem in Reduction (1912) - Her Boy (1912) - The Love of John Ruskin, de Van Dyke Brooke (1912) | - The Old Silver Watch (1912) - The Illumination, de Charles L. Gaskill (1912) - The Serpents, de Charles L. Gaskill y Ralph Ince (1912) - An Innocent Theft (1912) - Yellow Bird, de William V. Ranous (1912) - The Miracle, de Charles L. Gaskill (1912) - The Heart of Esmeralda, de William V. Ranous (1912) - The Party Dress, de Charles L. Gaskill (1912) - Cleopatra, de Charles L. Gaskill (1912) - A Sister to Carmen, de Charles L. Gaskill (1913) - Becky, Becky (1913) - Vampire of the Desert, de Charles L. Gaskill (1913) - A Princess of Bagdad, de Charles L. Gaskill (1913) - Pieces of Silver: A Story of Hearts and Souls, de Charles L. Gaskill (1914) - The Strange Story of Sylvia Gray, de Charles L. Gaskill (1914) - The Butterfly (1914) - The Moonshine Maid and the Man, de Charles L. Gaskill (1914) - Underneath the Paint, de Charles L. Gaskill (1914) - The Breath of Araby, de Charles L. Gaskill (1915) - The Still, Small Voice, de Charles L. Gaskill (1915) - Snatched from a Burning Death, de Charles L. Gaskill (1915) - Miss Jekyll and Madame Hyde, de Charles L. Gaskill (1915) - The Common Sin, de Charles L. Gaskill (1917) - The Sleep of Cyma Roget, de Charles L. Gaskill y Legaren à Hiller (1920) - Sandra, de Arthur H. Sawyer (1924) |

### Guionista, diseñadora de vestuario, montadora, productora
| - Cleopatra, de Charles L. Gaskill - vestuario, montaje y producción (1912) - Becky, Becky, guion (1913) | - Pieces of Silver: A Story of Hearts and Souls, producción (1914) |